# Antígua e Barbuda nos Jogos Pan-Americanos de 1979
Antígua e Barbuda competiu nos Jogos Pan-Americanos de 1979 em San Juan, em Porto Rico. Em sua primeira participação nos Jogos, não conquistou nenhuma medalha.